# 불안의 개념
불안의 개념(덴마크어: Begrebet Angest)은 덴마크의 철학자 키에르케고르가 1844년 출판한 원명이 <불안의 개념: 유전적 죄의 교리 문제에 대한 단순한 심리학적 경향의 숙고> (The Concept of Anxiety: A Simple Psychologically Orienting Deliberation on the Dogmatic Issue of Hereditary Sin)이다. 그런데 Walter Lowrie가 1944년 영어판 <죽음의 개념>으로 번역하였다. 불안의 개념은  사망한  교수 Poul Martin Møller 에게 헌정되었다.  그는 Vigilius Haufniensis 라는 가명을 사용했는데, 케에르케고르 전문 학자 Josiah Thompson에 따르면, 이 말은 라틴어 불안의 개념에 대한 코펜하겐의 파수꾼이라는 용어이다.
이 책은 키에르케고어가 ‘불안’이라는 하나의 개념을 파고들어 개념을 정리하는 데 그치는 것이 아니라, 인간의 전체 실존을 부각시키는 데 혼신의 노력을 기울이며 접근한다. 그러기 위해 그는 더욱 ‘불안’을 통하여 ‘죄’를, 그리고 다시 ‘원죄’를 부각시키기며 논지를 한층 깊은 수준으로 심화시켜 나간다. 그의 책의 서문은 헌사와 기도로 시작된다. 이 책은 긴 서론을 가지고 있다. 책 출판일과 같은 서문도 1844년 7월 17일이다. 이 두 책의 서문에서 키에르케고어는 헤겔의 매개개념에 근거한 논리주의를 비판한다.
키에르케고르는 인류 최초의 불안은 아담이 금단의 열매를 먹으려고 할 때 이미 경험한 것이며 원죄가 발생하기 전에 불안이 존재하였다고 주장한다.  또한 불안이 인류가 구원을 얻기 위해 필요하며, 이것을 통해 인간의 선택과 자각, 개인의 책임을 일깨우게 된다고 주장한다.  불안은 또한 죄를 질 가능성을 의미하며, 인간의 참된 정체성을 인정하거나 깨닫는 도구가 된다.  

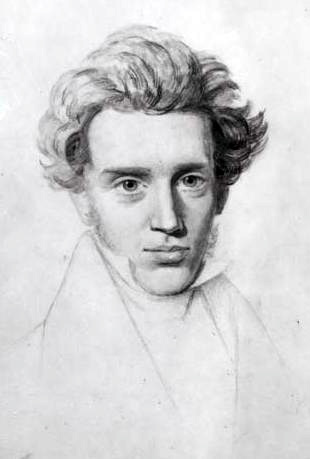
케에르케고르 1813-1855

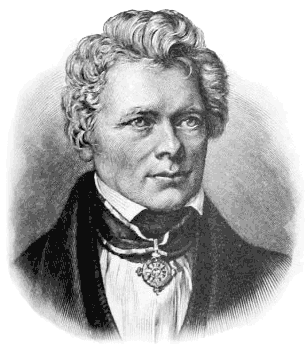
프리드리히 셸링 1775-1854

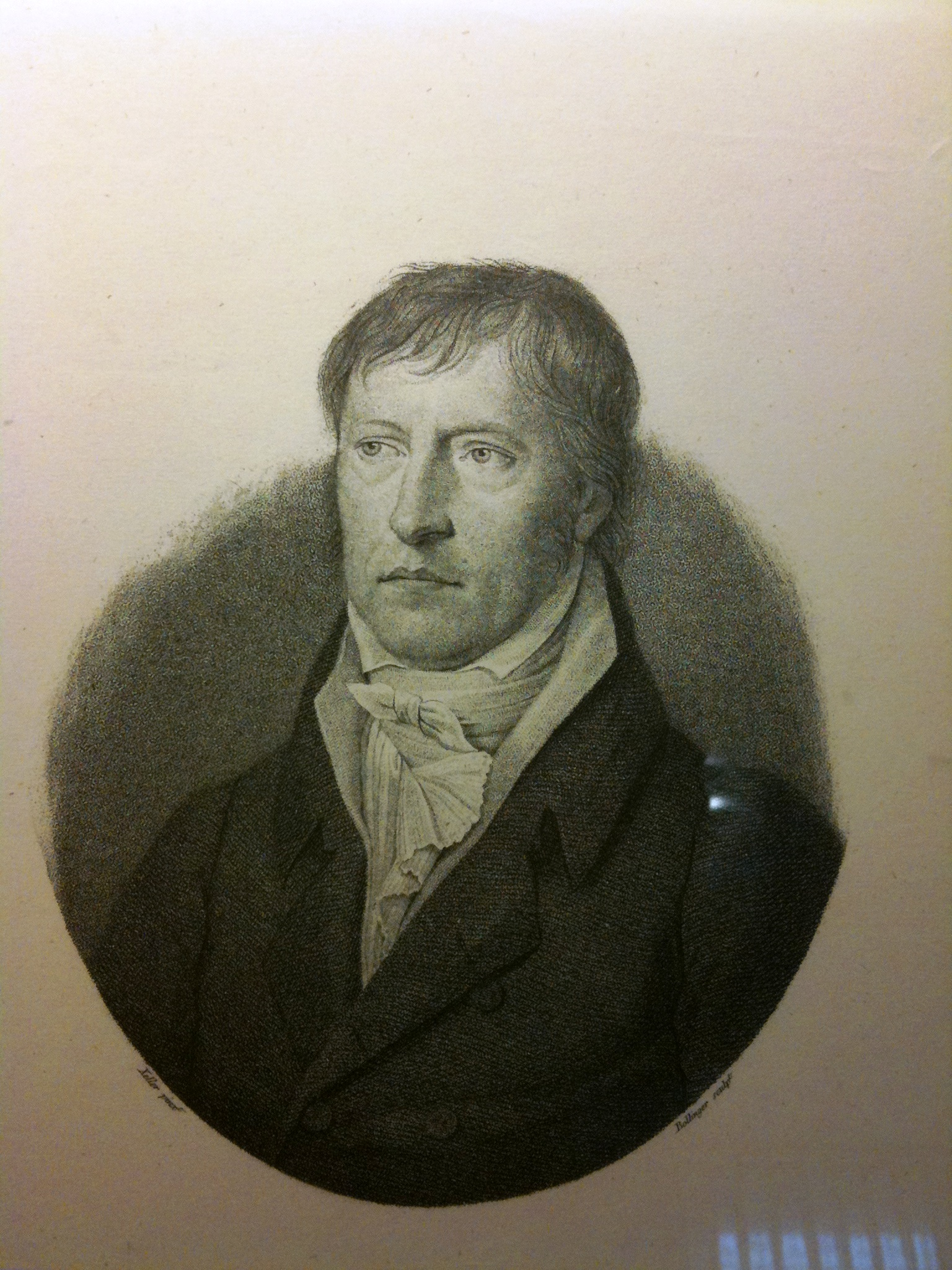
게오르그 헤겔 (1770-1831)

## 같이 보기
- Hans Urs von Balthasar 기독교와 불안 , 1952년, 1994년
- 르네 데카르트, 1641년 첫 번째 철학에 대한 명상
- 고트프리트 빌헬름 라이프니츠
- 신정론
- 폴 틸리히